# Bolivia op het wereldkampioenschap voetbal 1930
Bolivia was een van de landen die deelnam aan het Wereldkampioenschap 1930 in Uruguay. Bolivia strandde reeds in de poule-fase.

## Kwalificatie
De teams werden uitgenodigd door de FIFA om aan het kampioenschap mee te doen. Zodoende was er geen kwalificatie nodig om mee te doen aan de eerste Wereldkampioenschap voetbal. Dit was het enige WK waarvoor de landen zich niet hoefden te kwalificeren.

## Selectie

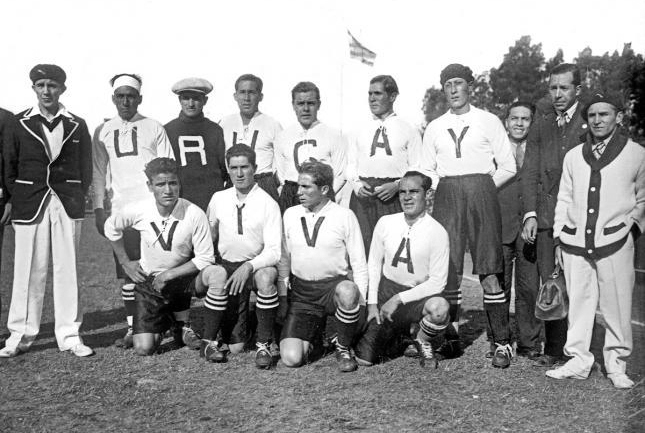
Boliviaanse elftal in 1930

| Naam                 | Club                 | W |   |
| -------------------- | -------------------- | - | - |
| Keepers              |                      |   |   |
| Jesús Bermúdez       | Oruro Royal          | 2 | 0 |
| Miguel Murillo       | Club Bolívar         | 0 | 0 |
| Verdedigers          |                      |   |   |
| Casiano Chavarría    | Calavera La Paz      | 2 | 0 |
| Segundo Durandal     | CS San Jose Oruro    | 2 | 0 |
| Luis Reyes Peñaranda | Universitario La Paz | 0 | 0 |
| Middenvelders        |                      |   |   |
| Juan Argote          | Club Bolívar         | 1 | 0 |
| Miguel Brito         | Oruro Royal          | 0 | 0 |
| Diógenes Lara        | Club Bolívar         | 2 | 0 |
| Constantino Noya     | Oruro Royal          | 0 | 0 |
| Renato Sáinz         | The Strongest        | 1 | 0 |
| Jorge Valderrama     | Oruro Royal          | 2 | 0 |
| Aanvallers           |                      |   |   |
| Mario Alborta        | Club Bolívar         | 2 | 0 |
| José Bustamante      | Litoral              | 2 | 0 |
| René Fernández       | Alianza Oruro        | 2 | 0 |
| Gumersindo Gómez     | Oruro Royal          | 1 | 0 |
| Rafael Méndez        | Universitario La Paz | 2 | 0 |
| Eduardo Reyes Ortíz  | The Strongest        | 0 | 0 |
| Bondscoach           |                      |   |   |
| Ulises Saucedo       |                      |   |   |

## Wereldkampioenschap

### Groep B
| Team        | Pld | W | D | L | GF | GA | Pts |
| ----------- | --- | - | - | - | -- | -- | --- |
| Joegoslavië | 2   | 2 | 0 | 0 | 6  | 1  | 4   |
| Brazilië    | 2   | 1 | 0 | 1 | 5  | 2  | 2   |
| Bolivia     | 2   | 0 | 0 | 2 | 0  | 8  | 0   |

|                    |                                                                        |                  |         |                                                                                   |
| 17 juli 1930 12:45 | Joegoslavië                                                            | 4 – 0            | Bolivia | Estadio Parque Central, Montevideo Toeschouwers: ~20.000 Scheidsrechter: Mateucci |
| 17 juli 1930 12:45 | Ivan Bek 60' Blagoje Marjanović 65' Ivan Bek 67' Đorđe Vujadinović 85' | wedstrijdverslag |         | Estadio Parque Central, Montevideo Toeschouwers: ~20.000 Scheidsrechter: Mateucci |

|                    |                                                       |                   |         |                                                                             |
| 20 juli 1930 13:00 | Brazilië                                              | 4 – 0             | Bolivia | Estadio Centenario, Montevideo Toeschouwers: ~12.000 Scheidsrechter: Balway |
| 20 juli 1930 13:00 | Moderato 37' Preguinho 57' Moderato 73' Preguinho 83' | wedstrijdverslag) |         | Estadio Centenario, Montevideo Toeschouwers: ~12.000 Scheidsrechter: Balway |

FBF · A-internationals · Selecties · Bondscoaches · Statistieken · Boliviaans vrouwenelftal · Olympisch elftal · Bolivia U21 · Bolivia U20 · Bolivia U19 · Bolivia U18 · Bolivia U17
1926–1949 · 
1950–1959 · 
1960–1969 · 
1970–1979 · 
1980–1989 · 
1990–1999 · 
2000–2009 · 
2010–2019 ·
2020−2029
CC 1999
WK 1930 · 
WK 1950 · 
WK 1994
1926 · 
1927 · 
1927 · 1928 · 1929 · 
1930 · 
1931 · 1932 · 1933 · 1934 · 1935 · 1936 · 1937 · 
1938 · 
1939 · 1940 · 1941 · 1942 · 1943 · 1944 · 
1945 · 
1946 · 
1947 · 
1948 · 
1949 · 
1950 · 
1951 · 1952 · 
1953 · 
1954 · 1955 · 1956 · 
1957 · 
1958 · 
1959 · 
1960 · 
1961 · 
1962 · 
1963 · 
1964 · 
1965 · 
1966 · 
1967 · 
1968 · 
1969 · 
1970 · 
1971 · 
1972 · 
1973 · 
1974 · 
1975 · 
1976 · 
1977 · 
1978 · 
1979 · 
1980 · 
1981 · 
1982 · 
1983 · 
1984 · 
1985 · 
1986 · 
1987 · 
1988 · 
1989 · 
1990 · 
1991 · 
1992 · 
1993 · 
1994 · 
1995 · 
1996 · 
1997 · 
1998 · 
1999 · 
2000 · 
2001 · 
2002 · 
2003 · 
2004 · 
2005 · 
2006 · 
2007 · 
2008 · 
2009 · 
2010 ·
2011 · 
2012 · 
2013 · 
2014 · 
2015 · 
2016 ·
2017 ·
2018 ·
2019 ·
2020 ·
2021 ·
2022 ·
2023 ·
2024
Algerije ·
Andorra ·
Argentinië ·
Brazilië ·
Bulgarije · 
Chili ·
Colombia ·
Costa Rica ·
Cuba ·
Curaçao ·
DDR ·
Duitsland ·
Ecuador ·
Egypte ·
El Salvador ·
Finland ·
Frankrijk ·
Griekenland ·
Guatemala ·
Guyana ·
Haïti ·
Honduras ·
Hongarije ·
Ierland ·
IJsland ·
Irak ·
Iran ·
Jamaica ·
Japan ·
Joegoslavië ·
Kameroen ·
Letland ·
Mexico ·
Myanmar ·
Nicaragua ·
Noord-Korea ·
Oezbekistan ·
Panama ·
Paraguay ·
Peru ·
Polen ·
Portugal ·
Roemenië ·
Rusland ·
Saoedi-Arabië ·
Senegal ·
Servië ·
Slowakije ·
Spanje ·
Trinidad en Tobago ·
Tsjecho-Slowakije ·
Uruguay ·
Venezuela ·
Verenigde Arabische Emiraten ·
Verenigde Staten ·
Zuid-Afrika ·
Zuid-Korea ·
Zwitserland